# 落合インターチェンジ
落合インターチェンジ（おちあいインターチェンジ）は、岡山県真庭市下市瀬にある、中国自動車道のインターチェンジである。

## 道路
- E2A 中国自動車道（16番）
  - （米子自動車道開通前の出口案内は「落合　米子」）

## 接続する道路
- 国道313号
  - （近くに、岡山県道30号落合建部線）
  - （近くに、岡山県道411号垂水追分線）

## 料金所
- ブース数:4

### 入口
- ブース数：2
  - ETC専用：1
  - 一般：1

### 出口
- ブース数：2
  - ETC専用：1
  - 一般：1

## バス停留所

### 落合バスストップ
1975年11月の中国ハイウェイバス路線開業と同時に開設（現在は路線廃止）。

料金所外・交差点そばに高速バス専用のバス停留所が設けられている。停車するバスはいったん料金所を出てバス停に停車して客扱いを行い、交差点手前で出入口を平面交差で横断してから再度インターチェンジへ向かう形になる。大阪 - 新見・三次線は当バス停に停車して客扱いを行い（中国バス便は除く）、インターチェンジを出て、落合サンプラザ前に停車して客扱いを行い、再度インターチェンジへ向かう形になる。
バス事業者は落合インター（おちあいインター）という呼称を使用している。
- 大阪 - 新見・三次線（上り便）：中国自動車道 → 落合IC（出口） → 落合インターバス停（料金所外・乗車扱い） → 国道313号 → 落合サンプラザ前バス停（乗車扱い） → 国道313号 → 落合IC（入口） → 中国自動車道
- 大阪 - 新見・三次線（下り便）：中国自動車道 → 落合IC（出口） → 落合インターバス停（料金所外・降車扱い） → 国道313号 → 落合サンプラザ前バス停（降車扱い） → 国道313号 → 落合IC（入口） → 中国自動車道
- 岡山 - 勝山線（上り便）：国道313号 → 下市瀬落合インターバス停（客扱い） → 国道313号 → 米沢町十字路バス停（客扱い） → 真庭高校落合校地前バス停（客扱い） → 落合上町バス停（客扱い） → 国道313号 → 落合IC（入口） → 中国自動車道
- 岡山 - 勝山線（下り便）：中国自動車道 → 落合IC（出口） → 国道313号 → 米沢町十字路バス停（客扱い） → 真庭高校落合校地前バス停（客扱い） → 落合上町バス停（客扱い） → 国道313号 → 下市瀬落合インターバス停（客扱い） → 国道313号

なお、新倉吉街道エクスプレス（倉吉方面）、ももたろうエクスプレス（米子・松江・出雲方面）は当バスストップには停車しない（運行経路上であるが通過扱いとなる）。
ルミナス号（東京 - 津山・真庭・岡山・倉敷線）はマスカット号（東京 - 津山・岡山・倉敷線）との統合によりルミナス・マスカット号（東京 - 津山・岡山・倉敷線）となり、それに伴い津山 - 岡山間が一般道路（国道53号）経由（マスカット号の経路）に変更されたため、当バス停を経由しなくなった。

#### 停車する路線
| のりば   | 方面         | 愛称                | 会社名                           | 行先                                                   | 備考     |
| -------- | ------------ | ------------------- | -------------------------------- | ------------------------------------------------------ | -------- |
| 料金所外 | 中国道上り線 | 大阪 - 新見・三次線 | 阪急バス・阪急観光バス・備北バス | 大阪（新大阪駅・梅田（阪急三番街高速バスターミナル）） |          |
| 料金所外 | 中国道下り線 | 降車専用            | 降車専用                         | 降車専用                                               | 降車専用 |

#### バス停へのアクセス
- 中鉄北部バス下市瀬落合インター（しもいちぜおちあいインター）バス停・真庭市コミュニティバス（まにわくん）・旭川さくらバス落合インターバス停（国道313号）
  - 名称が異なるだけで、同一位置にある。

### 下市瀬落合インターバス停・落合インターバス停（国道313号）
インターチェンジから北へ75m - 130mの国道313号沿いにバス停留所が設けられている。
バス事業者は中鉄北部バスが下市瀬落合インター（しもいちぜおちあいインター）、真庭市コミュニティバス（まにわくん）・旭川さくらバスが落合インター（おちあいインター）という呼称を使用している。

#### 停車する路線

##### 高速バス
| のりば           | 愛称          | 会社名       | 行先                                       | 備考 |
| ---------------- | ------------- | ------------ | ------------------------------------------ | ---- |
| 西側（落合IC側） | 岡山 - 勝山線 | 中鉄北部バス | 真庭（真庭市役所・中国勝山駅）             |      |
| 東側（旭川側）   | 岡山 - 勝山線 | 中鉄北部バス | 岡山（岡山駅東口・天満屋バスステーション） |      |

##### 路線バス
| のりば           | 路線番号 | 会社名         | 行先・方面など       | 備考 |
| ---------------- | -------- | -------------- | -------------------- | ---- |
| 西側（落合IC側） | 29       | まにわくん     | 真庭市役所           |      |
| 西側（落合IC側） |          | 旭川さくらバス | 真庭市役所・久世駅   |      |
| 東側（旭川側）   | 29       | まにわくん     | 北房IC・呰部・高岡上 |      |
| 東側（旭川側）   |          | 旭川さくらバス | 西川・栃原           |      |
| 東側（旭川側）   |          | 旭川さくらバス | 江与味・栃原         |      |

## 隣
E2A 中国自動車道
(14) 院庄IC/BS - (BS) 久米BS - (PA/BS) 美作追分PA/BS - (15) 落合JCT - (16) 落合IC/BS - (PA) 真庭PA - (17) 北房JCT - (18) 北房IC - (BS) 呰部BS